# Marien-Kirche (Adolzfurt)

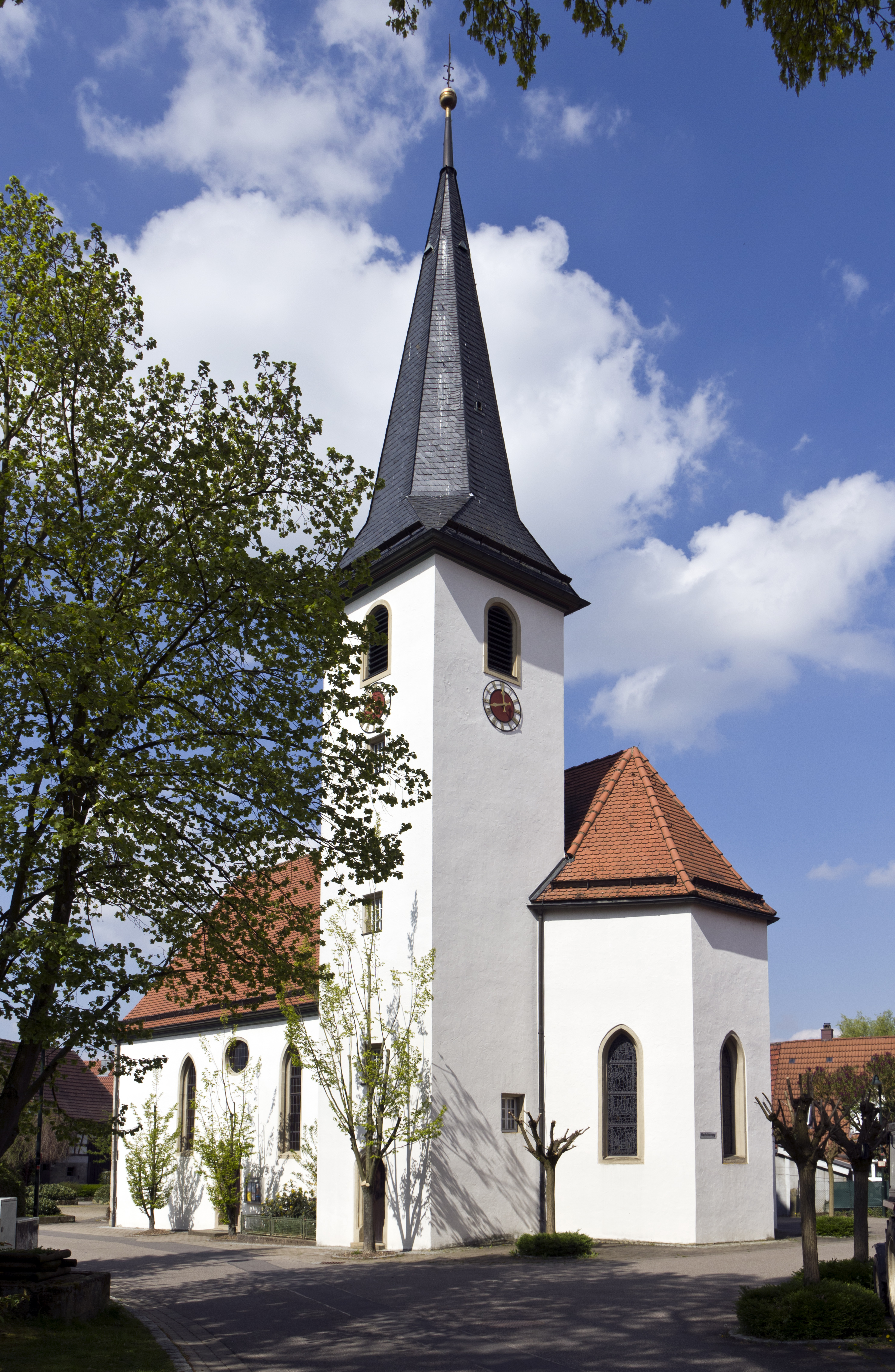
Marien-Kirche in Adolzfurt

Die Marien-Kirche ist ein geschütztes Kulturdenkmal im Denkmalschutzgesetz in Adolzfurt, einem Ortsteil der Gemeinde Bretzfeld im Hohenlohekreis in Baden-Württemberg. Sie gehört zum Kirchenbezirk Öhringen der Evangelischen Landeskirche in Württemberg.

## Beschreibung
Die Saalkirche wurde 1618–21 nach Plänen von Heinrich Schickhardt unter der Leitung des Baumeisters Georg Kern erbaut. Sie besteht aus einem Langhaus und einem eingezogenen, dreiseitig geschlossenen Chor im Osten. Der Chorflankenturm an der Südwand des Chors beherbergt in seinem obersten Geschoss die Turmuhr und den Glockenstuhl und ist mit einem achtseitigen Knickhelm bedeckt.
Der Innenraum ist an drei Seiten mit Emporen ausgestattet. Ihre Brüstungen wurden von Johann Jakob Schillinger bemalt. Zur Kirchenausstattung gehören ein Altar von 1684 und eine Kanzel von 1753. Da die Kirche 1945 beschädigt wurde, musste die Kirchenausstattung ergänzt werden. In das Gehäuse der 1774 von Johann Adam Ehrlich gebauten Orgel wurde 1972 eine neue Orgel eingebaut.